# Raman Jusaptschuk
Raman Mikalajewitsch Jusaptschuk (belarussisch Раман Мікалаевіч Юзапчук; * 24. Juli 1997 in Mahiljou) ist ein belarussischer Fußballspieler.

## Karriere

### Verein
Jusaptschuk begann seine Karriere beim FK Dinamo Minsk. Zur Saison 2015 wurde er an den Zweitligisten FK Bjarosa-2010 verliehen. Bis zum Ende der Leihe kam er zu 21 Einsätzen in der Perschaja Liha. Zur Saison 2016 kehrte er wieder nach Minsk zurück, wo er aber weiterhin nur in der Jugend spielte. Im Juli 2017 wechselte er zum FK Dinamo Brest. Bis zum Ende der Saison 2017 kam er aber noch nicht zum Einsatz. Im Mai 2018 gab er dann gegen den FK Wizebsk sein Debüt in der Wyschejschaja Liha. In jener Partie, die Dinamo mit 3:1 gewann, erzielte er auch direkt sein erstes Tor im Oberhaus. In der Saison 2018 kam er insgesamt zu 17 Einsätzen, in denen er zwei Tore erzielte. In der Saison 2019 absolvierte er 15 Spiele, mit Dinamo wurde er zu Saisonende Meister. In der Saison 2020 spielte er 24 Mal in der höchsten Spielklasse.
Zur Saison 2021 wechselte Jusaptschuk innerhalb der Stadt zum Ligakonkurrenten FK Ruch Brest. Für Ruch absolvierte er 29 Spiele, ehe sich der Klub nach Saisonende auflöste. Daraufhin wechselte der Außenverteidiger zur Saison 2022 innerhalb der Liga zum FK Schachzjor Salihorsk. Für Salihorsk kam er zu 24 Einsätzen, mit Schachzjor wurde er 2022 Meister.
Nach dem Meistertitel wechselte Jusaptschuk im Februar 2023 nach Russland zu Torpedo Moskau.

### Nationalmannschaft
Jusaptschuk spielte zwischen 2015 und 2018 für belarussische Jugendnationalauswahlen. Im Februar 2020 gab er in einem Testspiel gegen Bulgarien sein Debüt im A-Nationalteam.